# نحلل (شهر)
نحلل (به عبری: נַהֲלָל) یک روستا با سیستم موشاو است و در شمال إسرائيل قرار دارد.
این موشاو نخستین‌بار توسط ریچارد کافمن در سال ۱۹۲۱ پایه‌ریزی و توسط مهاجرین یهودی٬ در پایان حکومت عثمانی بر این سرزمین‌ها٬ محل سکونت قرار گرفت.